# Cạnh tranh giành giật

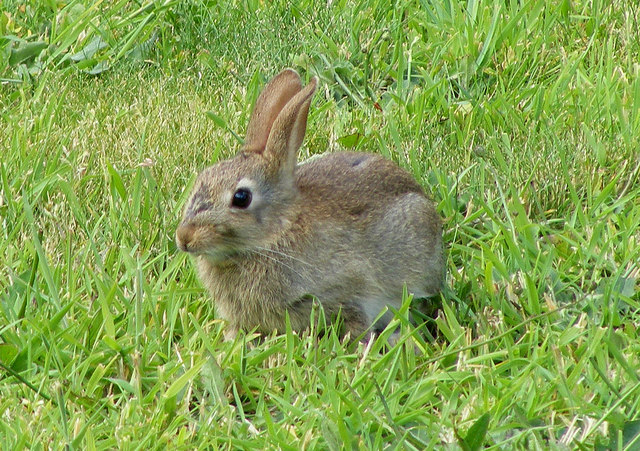
Loài thỏ ở Úc là đối thủ giành giật nguồn thức ăn với các loài động vật bản địa

Cạnh tranh giành giật (Scramble competition) hay còn gọi là tranh giành đề cập đến một tình huống về mặt sinh thái học, trong đó một nguồn lực có thể đủ để dành cho tất cả các đối thủ cạnh tranh (nghĩa là, nó không bị chiếm hữu độc quyền bởi một cá thể hoặc nhóm cá thể mà được tự do tiếp cận), tuy nhiên, vì tài nguyên cụ thể thường là hữu hạn chẳng hạn như nguồn thức ăn và nguồn nước thì sự tranh giành lẫn nhau sẽ diễn ra có thể dẫn đến giảm tỷ lệ sống sót cho tất cả các đối thủ cạnh tranh nếu tài nguyên được sử dụng cho khả năng giành giật của nó. Sự cạnh tranh giành giật hay tranh giành này được minh họa ro nét thông qua việc tương tác giữa các loài bản địa với các loài du nhập, loài xâm lấn và sự tranh giành thức ăn, nước uống của đàn gia súc, vật nuôi với các loài động vật hoang dã.

## Tổng quan
Cạnh tranh giành giật cũng được định nghĩa là việc tài nguyên hữu hạn mà được chia đều giữa các đối thủ cạnh tranh để số lượng thực phẩm cho mỗi cá thể giảm với mật độ dân số gia tăng. Mô tả thêm về cạnh tranh giành giật là cạnh tranh cho một nguồn lực không phù hợp với nhu cầu của tất cả, nhưng được phân chia ngang nhau giữa các ứng viên, vì vậy không có đối thủ nào đạt được điều mình cần và tất cả sẽ chết trong trường hợp cực đoan, tức là sẽ không có sự đấu đá trực tiếp với nhau nhưng chúng sẽ thi nhau tiếp cận và sử dụng các nguồn tài nguyên nhiều nhất có thể so với đối thủ của mình.
Những loài động vật xâm lấn đang lây lan ở nhiều nơi trên thế giới với tốc độ chóng mặt, các loài ngoại lai xâm hại lấn chiếm nơi sinh sống hoặc gây hại đối với các loài sinh vật bản địa, làm mất cân bằng sinh thái tại nơi chúng xuất hiện và phát triển. Chúng có thể gây hại đến các loài bản địa thông qua cạnh tranh nguồn thức ăn chẳng hạn như đối với động vật hay ngăn cản khả năng gieo giống, tái sinh tự nhiên của các loài bản địa đối với thực vật do khả năng phát triển nhanh, mật độ dày đặc. Chúng cạnh tranh với các loài bản địa về thức ăn, nơi sinh sống, đẩy các loài bản địa vào con đường diệt vong.
Người châu Âu đặt chân đến Úc châu vào những năm 1600. Họ đem đến những đàn gia súc giờ đây thống trị các khu vực ẩm ướt và giàu thức ăn ở Úc châu trong khi các loài ăn cỏ mới được đưa đến như lạc đà và dê gặm cỏ tại những vùng khô cằ, khi nguồn thức ăn suy giảm và cạnh tranh tăng lên, những loài thú bản địa phải chật vật để sinh tồn và nhiều loài bản địa đã suy giảm số lượng nghiêm trọng, nhiều loài đã tuyệt chủng. Tình trạng chăn thả hàng triệu con cừu và dê ở Mông Cổ là ví dụ khác, từ năm 1990, số gia súc tại Mông Cổ đã tăng gần gấp đôi lên 45 triệu con, Chỉ tính trong vùng sinh thái Altai Sayan, kích thước đàn dê tăng gấp đôi từ năm 1995 đến năm 2000 điều này đã gây áp lực lên hệ động vật Mông Cổ. 